# Oncerozancla euopa
Oncerozancla euopa är en fjärilsart som beskrevs av Turner 1933. Oncerozancla euopa ingår i släktet Oncerozancla och familjen stävmalar. Inga underarter finns listade i Catalogue of Life.